# 곽영진
곽영진(郭濚鎭, 음력 1957년 8월 9일 ~ )은 대한민국의 공무원이다. 제4대 문화체육관광부 제1차관을 지냈고, 한국문화산업교류재단 이사장이다.

## 학력
- 1981년 : 한국외국어대학교 경제학 학사
- 1996년 : 뉴욕주립대학교 대학원 경제학 석사
- 2009년 : 연세대학교 대학원 행정학 박사

## 경력
- 1981.12 : 제25회 행정고시 합격
- 2004.01 ~ 2004.08 : 문화관광부 예술국 국장
- 2004.08 ~ 2005.08 : 문화관광부 문화산업국장
- 2006.02 ~ 2006.12 : 국무조정실 교육문화심의관
- 2008.03 ~ 2008.08 : 문화체육관광부 종무실 실장
- 2008.08 ~ 2011.03 : 문화체육관광부 기획조정실 실장
- 2009.02 ~ 2009.08 : 중앙대학교 행정학과 겸임교수
- 2009.08 ~ 2010.02 : 숭실대학교 행정학과 겸임교수
- 2011.03 ~ 2011.11 : 대통령실 교육문화수석실 문화체육비서관
- 2011.11 ~ 2013.03 : 문화체육관광부 제1차관
- 2013.05 ~ 2016.12 : 대한축구협회 부회장
- 2013.09 ~ 2015.08 : 한양대학교 국제관광대학원 석좌교수
- 2013.09 ~ 2018.11 : 예술의전당 비상임이사
- 2014.04 ~ 2015.12 : 2018평창동계올림픽대회조직위원회 사무총장, 부위원장
- 2015.09 ~ 2018.02 : 한양대학교 국제관광대학원 특훈교수
- 2016.03 ~ 2018.01 : 재단법인 한국문화산업교류재단 이사장
- 2016.04 ~ 2017.09 : 2017피파20세월드컵 조직위원회 상근 부위원장
- 2017피파20세월드컵 조직위원회 청산인
- 2018.01 : 재단법인 한국국제문화교류진흥원 이사장
- 2018.03 ~ : 고려대학교(세종캠퍼스) 일반대학원 문화콘텐츠학과 초빙교수
- 한국국학진흥원 이사

## 수상
- 1991년 : 대통령표창
- 2008년 : 홍조근정훈장

| 전임 모철민 | 제4대 문화체육관광부 제1차관 2011년 11월 17일 ~ 2013년 3월 13일 | 후임 조현재 |